# Andreas Scholl
Andreas Scholl (Eltville am Rhein, 10 novembre 1967) è un controtenore tedesco.

## Biografia
Ha studiato canto alla Schola Cantorum Basiliensis con Richard Levitt e René Jacobs.
Ha esordito a Parigi nel 1993 nella Passione secondo San Giovanni di Johann Sebastian Bach e ha lavorato con i più famosi ensemble di musica antica. Ha cantato con René Jacobs, Christophe Coin, William Christie e Philippe Herreweghe, e ha partecipato a numerosi festival internazionali, tra cui Ambronay, Beaune, Glyndebourne e i Promenade Concerts della BBC.
Le sue incisioni comprendono I Vespri di Monteverdi, la Messa in Si minore, l'Oratorio di Natale e diverse cantate di Bach, il Messiah e il Solomon di Händel, un disco di arie d'opera (sempre di Händel), composizioni vocali del periodo barocco inglese e tedesco e lo Stabat mater di Vivaldi, per il quale ha vinto il Gramophone Award.

## Discografia
- Bach, Cantate BWV 82, 169, 150, 200, 161, 53 - Scholl/Schröder/Kammerorchester Basel, 2011 Decca
- Haendel, Saul - McCreesh/Scholl/Davies, 2002 Archiv Produktion
- Pergolesi, Stabat Mater/Salve Regina - Rousset/Scholl/Bonney, 1999 Decca
- Purcell, O solitude - Scholl/Montanari/Academia Biz., 2010 Decca
- Vivaldi, Nisi Dominus/Salve Regina - Scholl/Dyer/Austral. Brand. Orch, 2000 Decca
- Scholl, Best of Andreas Scholl - Scholl, 1998/2004 Decca
- Scholl, Heroes - Haendel/Hasse/Gluck/Mozart, 1999 Decca
- Scholl, Wanderer. Lieder di Brahms, Haydn, Schubert, Mozart - Scholl/Halperin, 2012 Decca
- Scholl, Wayfaring stranger - Folksongs, 2001 Decca
- Arias for Senesino - Accademia Bizantina/Andreas Scholl/Ottavio Dantone, 2005 Decca

## DVD & BLU-RAY
- Haendel, Giulio Cesare - Antonini/Bartoli/Scholl/Otter/Jaroussky, 2016 Decca
- Haendel, Partenope - Mortensen/Scholl/Jensen/Dumaux, 2009 Decca
- Haendel, Rodelinda - Fleming/Scholl/Bicket/MET, 2011 Decca